# Генетичка епистемологија
Генетичка епистемологија или развојна теорија знања је студија порекла (генезе) знања (епистемологије) коју је установио швајцарски психолог Жан Пијаже. Ова теорија се супротставља традиционалној епистемологији и уједињује конструктивизам и структурализам. Пијаже је узео епистемологију као полазну тачку и усвојио метод генетике, тврдећи да се сва сазнања детета генеришу кроз интеракцију са околином.

## Циљеви
Циљ генетичке епистемологије је да повеже знање са моделом његове конструкције – односно, контекст у коме се знање стиче утиче на његову перцепцију, квалитет и степен задржавања. Даље, генетска епистемологија настоји да објасни процес когнитивног развоја (од рођења) у четири примарне фазе: сензомоторни (од рођења до 2 године), преоперационални (2–7), конкретно-операционални (7–11) и формално-операционални (11 година надаље).
Као пример, узмите у обзир да би за децу у сензомоторној фази, наставници требало да покушају да обезбеде богато и стимулативно окружење са обиљем предмета за игру. Затим са децом у конкретној оперативној фази, активности учења треба да укључују проблеме класификације, редоследа, локације, конзервације коришћењем конкретних предмета. Главни фокус је на млађим годинама развоја. Асимилација се дешава када се ученику јави перцепција новог догађаја или објекта у постојећој схеми и обично се користи у контексту самомотивације. У смештају се прилагођавају искуства према исходу задатака. Највиши облик развоја је еквилибријум. Еквилибријум обухвата и асимилацију и акомодацију док ученик мења начин на који мисли да би добио бољи одговор.
Пијаже је веровао да је знање биолошка функција која проистиче из деловања појединца кроз промену. Такође је навео да се знање састоји од структура, а настаје прилагођавањем ових структура окружењу.

## Типови знања
Пијаже предлаже три врсте знања: физичко, логичко математичко и друштвено знање. 

Физичко знање: Односи се на знање у вези са објектима у свету, које се може стећи путем перцептивних својстава. Стицање физичког знања је у Пијажеовој теорији изједначено са учењем. Другим речима, мисао се директно уклапа у искуство.
Пијаже је свој став назвао и конструктивизмом, јер је чврсто веровао да је стицање знања процес континуиране самоизградње. То јест, знање није тамо негде, изван детета и чека да буде откривено. Али није ни у потпуности изведено у детету, спремно да се појави како се дете развија са светом који га окружује... Пијаже је веровао да деца активно приступају свом окружењу и стичу знање кроз своје поступке.

## Белешке
1. ↑  Culatta, Richard. „Genetic Epistemology (Jean Piaget)”. Instructional Design. Приступљено 29. 2. 2020.
2. ↑  Driscoll, Marcy P. (2005). Psychology of learning for instruction. Boston, MA: Pearson Allyn and Bacon. стр. 191. ISBN 0-205-37519-7.